# Instinkt
| Instinkt |
| --- |
| Vit tiger som visar tänderna (försvarsinstinkt). - Betydelse – nedärvt beteendemönster - Bakgrund – latinets instinctus ('ingivelse') - Exempel – försvarsinstinkt, massinstinkt (flockmentalitet), modersinstinkt |

Instinkter (av latinets instinctus, 'ingivelse') är nedärvda beteendemönster hos människan och andra djur. Det handlar om beteenden, känsloreaktioner och attityder, och i första hand sådana som kommer  som beror av ett bestämt stimuli. Exempel på en instinkt är hästens flyktinstinkt vid fara. 

## Utformning och samband
Orsaken till instinktiva beteenden går ofta att finna i evolutionen. Enklare ryggradslösa djur styrs i högre grad av instinkter än mer avancerade ryggradsdjur som har större förmåga till inlärning. Behoven hos ett djur av att utföra de beteendemönster  som då beror av instinkter är ofta mycket starka och om ett djur inte kan få utlopp för sina instinkter kan det leda till stress.
Man talar särskilt om instinkter kring beteenden som verkar reflexmässiga och svåra att kontrollera.
Den första moderna lärboken i etologi, The Study of Instinct, skrevs 1950 av Niko Tinbergen. I boken låg fokus på studerandet av medfödda beteenden och hur de var genetiskt fixerade.
I delvis överförd betydelse används ord som modersinstinkt och försvarsinstinkt i det vardagliga språket. Man syftar där både på medfödda beteenden, vilka är typiska för varje djurart, men även på att de här beteendena eller känslorna är svåra att kontrollera. Enligt modern etologi är dock beteenden som hur fåglar häckar en kombination av genetiska styrmedel och anpassningar till den aktuella situationen. Det medfödda kan styra hur reviret väljs och försvaras, vilken sorts fågelbo som konstrueras, liksom hur man ruvar och matar ungarna. Fågelns erfarenheter spelar dock in i hur dessa beteenden formas i praktiken. Beteenden hos djur (inklusive människor) sker inte okontrollerat, utan de utlöses av specifika stimuli.

## Etymologi
Ordet instinkt kommer från latinets instinctus, med betydelsen 'ingivelse'. Det är en avledning av verbet instinguere med betydelsen 'egga' eller mer bokstavligt 'sticka in'. Ordet finns i svensk text sedan 1735.